# Месонжеро Романос, Рамон де
Рамо́н де Месоне́ро Рома́нос (исп. Ramón de Mesonero Romanos; 19 июля 1803, Мадрид ‒ 30 апреля 1882, там же) – испанский прозаик. редактор. Один из крупнейших представителей костумбризма. Член Королевской академии испанского языка.

## Биография
Образование получил в университетах Барселоны, Мадрида, Вальядолида. С 1832 года  печатал нравоописательные очерки под псевдонимом «Любопытный говорун», позднее вошедшие в книги «Мадридская панорама» (т. 1‒3, 1835‒1838), «Мадридские сцены» (т. 1‒4, 1842) и «Типы, группы и наброски...» (1862). 
Создал многочисленные очерки-портреты общественных типов, а также очерки-сценки быта столицы, сочувственно изображая городские низы и с горечью отмечал разложение патриархальных нравов. 
В 1836 году основал и до 1842 года редактировал журнал «Семанарио пинтореско эспаньоль» («El Semanario Pintoresco Español). 
Интерес представляют его «Воспоминания семидесятилетнего старика...» (1880) и описания испанской столицы в книгах «Путеводитель по Мадриду» (1831) и «Старый Мадрид» (1861).